# Bahnhof Schönermark (Kr Angermünde)

Der Bahnhof Schönermark (Kr Angermünde) ist ein ehemaliger Bahnhof im Ortsteil Schönermark der Stadt Schwedt/Oder im Landkreis Uckermark. Er wurde 1881 an der Stettiner Bahn eingerichtet. 1905 ging die Kreisbahn Schönermark–Damme in Betrieb. Diese endete in Schönermark in einem separaten Bahnhof. Es gab eine Gleisverbindung zwischen beiden Teilen. Im Jahr 1979 wurde der Betrieb der ehemaligen Kreisbahn eingestellt, im Jahr 1996 entfielen auch die Halte von Personenzügen an der Hauptbahn. 2005 folgte die völlige Auflassung des Bahnhofs.

## Lage
Der Bahnhof liegt knapp zwei Kilometer südöstlich von Biesenbrow und über drei Kilometer von Schönemark entfernt. Im direkten Umfeld des Bahnhofs finden sich nur ein paar Häuser. Der Bahnhof Passow liegt etwa 6 km nordöstlich, der ehemalige Bahnhof Welsow-Bruchhagen rund 6 km südwestlich.

## Geschichte
Spätestens seit 1855 bemühte sich die Gemeinde Biesenbrow um eine Haltestelle an der Stettiner Bahn. Im Jahr 1881 wurde schließlich deren Bau genehmigt. Der Graf von Redern stellte die nötigen Grundstücke zur Verfügung, bestand aber auf den Namen Schönermark für die Station. Am 1. November 1881 ging der Bahnhof in Betrieb, zunächst hielten dort drei Züge je Richtung. Die Bedeutung der Station wuchs, nachdem am 6. Februar 1906 die Kleinbahn von Damme über Gramzow nach Schönermark in Betrieb gegangen war. Die Kleinbahn hatte westlich des Staatsbahnhofes einen eigenen Bahnhof, ein Verbindungsgleis endete in nordöstlichen Bereich des Staatsbahnhofes. Vom 7. Januar 1910 an verfügte Schönermark über die vollen Abfertigungsbefugnisse im Binnen- und internationalen Verkehr.
Der Bahnhof diente im Güterverkehr vor allem Rübenwaggons, die von der Kleinbahn auf die Hauptbahn übergingen. Im Jahr 1945 wurde die Kleinbahnstrecke als Reparationsleistung an die Sowjetunion demontiert, zwei Jahre später jedoch wieder aufgebaut. Wegen einer zerstörten Brücke über die Welse ging der Abschnitt zwischen Gramzow und Schönemark erst 1949 wieder in Betrieb. Die frühere Kreisbahnstrecke unterstand seitdem ebenfalls der Deutschen Reichsbahn.
Zum Jahreswechsel 1978/79 erlebte Norddeutschland einen heftigen Wintereinbruch. Als Folge kam am 1. Januar 1979 auch der Betrieb auf der Nebenbahn zwischen Gramzow und Schönermark zum Erliegen. Da dieser Abschnitt ohnehin zur Stilllegung vorgesehen war, nahm die Deutsche Reichsbahn den Betrieb nicht mehr wieder auf und führte einen Schienenersatzverkehr mit Omnibussen ein, der ab 26. Mai 1979 durch reguläre Busverbindungen ersetzt wurde. Bald darauf wurden die Gleise der früheren Kreisbahnstrecke zwischen Gramzow und Schönermark abgebaut.
Auf der Hauptbahnstrecke hielt am 1. Juni 1996 der letzte Personenzug im Bahnhof. Am 2. Juli 2005 wurde die Betriebsstelle komplett aufgelassen.

## Anlagen

### Bahnsteige und Gleise
Die gesamte Länge der Gleise innerhalb der Betriebsstelle an der Stettiner Bahn betrug etwa fünf Kilometer. Dies waren drei Hauptgleise, ein Nebengleis und ein Ladegleis. Für den Personenverkehr war ein etwa 300 Meter langer Mittelbahnsteig vorgesehen, der über einen Personentunnel vom Empfangsgebäude auf der Nordwestseite der Gleise erreichbar war.

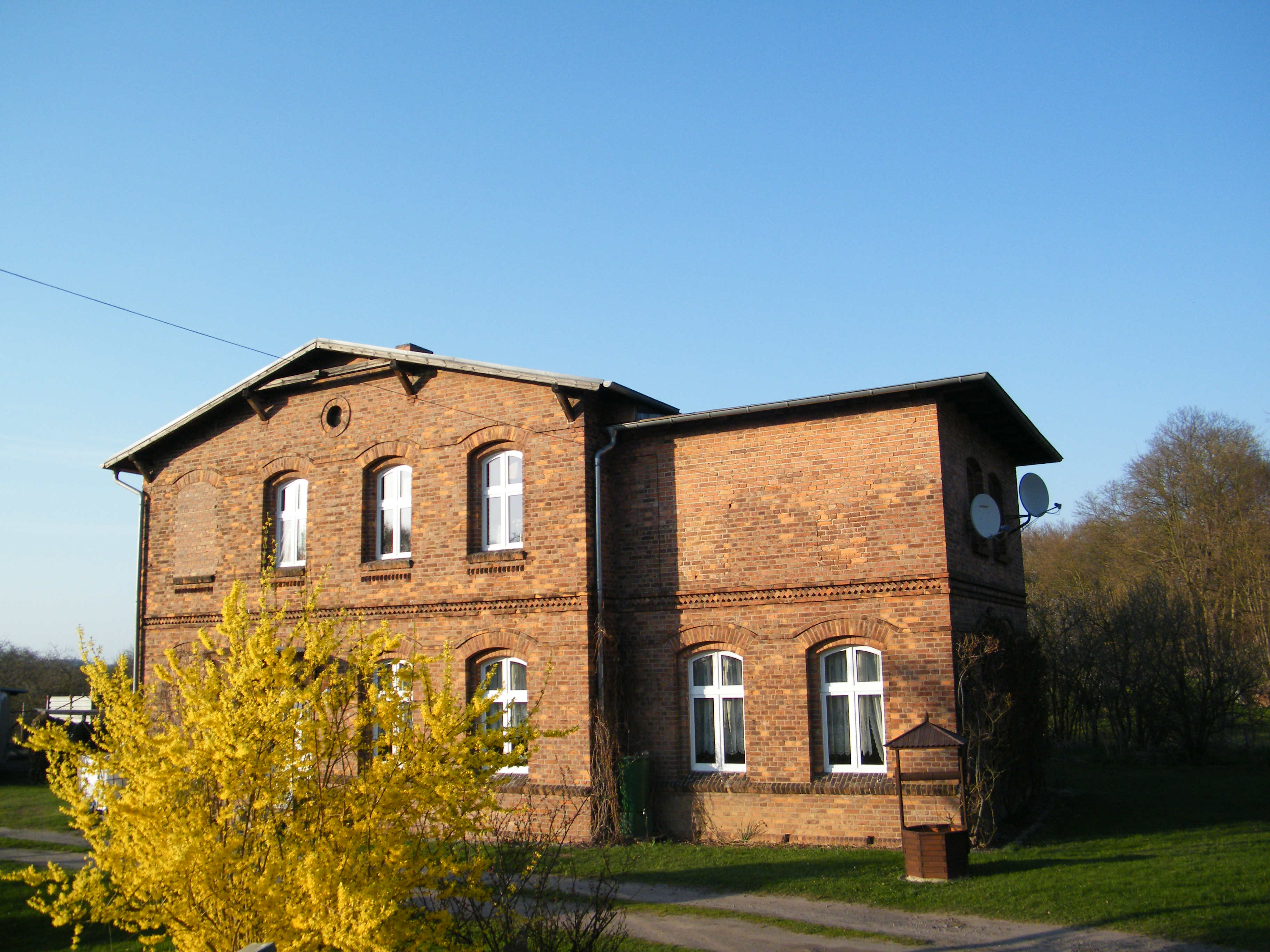
Empfangsgebäude der Kreisbahn

Die Strecke nach Damme endete in einem eigenen viergleisigen Bahnhof, der rechtwinklig vor dem Bahnhof der Staatsbahn lag. Es bestand eine Verknüpfung über ein 480 Meter langes Verbindungsgleis nördlich der Bahnsteige beider Bahnhöfe zum Austausch der Wagen zwischen beiden Strecken. Der Kreisbahnhof besaß ein eigenes, zweistöckiges Empfangsgebäude, das heute als Wohnhaus genutzt wird. Bis 1945 wurde der Kreisbahnhof als Schönermark (Kreisbahn) bezeichnet. Nachdem nach Kriegsende die Kreisbahn Teil der Deutschen Reichsbahn geworden wurde, hieß er betrieblich Schönermark Nord, in Fahrplänen wurde er wie der Staatsbahnhof als Schönermark (Kr Angermünde) bezeichnet.

### Weitere Anlagen
Es existierten zwei miteinander verbundene Stellwerke, von denen Fahrdienstleiter und Wärter 13 einfache Weichen, drei Gleissperren und sechs Hauptsignale einschließlich der Vorsignale bedienten.
Für den Güterverkehr waren ein Güterschuppen und eine Laderampe mit einer Gleiswaage mit einer Tragfähigkeit von 30 t vorgesehen.
Die Kleinbasa im Schönermärker Bahnhof war mit der Knotenbasa in Angermünde verbunden mit Anschlüssen aller Dienstposten und dem Wohnungsdienstanschluss des Vertreters des Leiters des Bahnhofs.